# Enrique Santos Discépolo
Enrique Santos Discépolo (Discepolín) (ur. 27 marca 1901 w Buenos Aires, zm. 23 grudnia 1951 tamże) – argentyński twórca tanga, autor słynnego „Cambalache”, oraz innych tang wykonywanych przez znanych wykonawców, m.in. Carlosa Gardela.
Discépolo, zanim zainteresował się tangiem, próbował występować w teatrze. Początkowo jego teksty nie odnosiły sukcesów. Dopiero tango zaśpiewane przez Azucenę Maizani w 1928, „Esta noche me emborracho” („Tej nocy się upiję”), przyniosło mu sławę. W tym samym roku Tita Merello wykonała „Que vachaché” i odniosła podobny sukces. Także w 1928 roku Discépolo spotkał Tanię, swoją przyszłą żonę, która towarzyszyła mu do końca życia. W 1935 napisał „Cambalache”, tekst który dla wielu jest nieoficjalnym hymnem Argentyny.
Discépolo pisał stosunkowo mało, ale był twórcą wszechstronnym. Pisał teksty ironiczne („Que vachaché”, „Yira... yira...”, „Que sapa señor”, „Cambalache”), romantyczne („Sueño de juventud”), sarkastyczne („Justo el 31”, „Chorra”), ekspresjonistyczne („Soy un arlequín”, „Quién más, quién menos”), pełne namiętności („Confesión”, „Canción desesperada”), nostalgiczne („Uno”, „Cafetín de Buenos Aires”). Jego piosenki pisane są w lunfardo i bywają trudne do zrozumienia nawet dla Argentyńczyków.

## Cambalache
Napisane w 1935 roku tango „Cambalache” jest w Argentynie ironicznie nazywane nieoficjalnym hymnem. Fragment tekstu:

To, że świat jest i będzie marny

I tak wiem.

W roku pięćset szóstym

I w roku dwa tysiące drugim

Byli i będą złodzieje,

Oszuści i oszukani,

Ludzie szczęśliwi i zgorzkniali,

Imitacje i arcydzieła.

Wiek dwudziesty

Jest najlepszym przykładem

Oszalałej rzeczywistości -

Temu nikt nie zaprzeczy.

Żyjemy zanurzeni w kotle

I wiecznie w tym samym błocie.

Wszystko zużyte, wszystko już było.

## Wybrane teksty
- „Que vachaché”
- „Yira... yira...”
- „Que sapa señor”
- „Cambalache”
- „Sueño de juventud”
- „Justo el 31”
- „Chorra”
- „Soy un arlequín”
- „Quién más, quién menos”
- „Confesión”
- „Canción desesperada”
- „Uno”
- „Cafetín de Buenos Aires”